# Thalictrum sparsiflorum
Thalictrum sparsiflorum là một loài thực vật có hoa trong họ Mao lương. Loài này được Turcz. ex Fisch. & C.A. Mey. miêu tả khoa học đầu tiên năm 1835.